# مهراب‌کوه
مهراب‌کوهکوهی با ارتفاع ۲۴۰۰ متر در ۵۴ کیلومتری شهر نورآباد مرکز شهرستان دلفان واقع گردیده است.
مهراب کوه افسانه ای با وجود غارهای تنگ قلا، داله لان، غار باغ سیری جان و ده‌ها غار کوچک و بزرگ دیگر از ایران باستان جایگاهی برای اختفای گنجینه سلاطین و محلی برای دامداران رهگذری بوده و همواره حافظ جان و مال مردم دره مهرگان بوده است.
برای رسیدن به دامنه آن باید از روستای های«جواد آباد» و «اناره» عبور کنید.از روستای گردکانه در جنوب غربی شهر نورآباد به مهراب کوه میتوانید دسترسی یابید که مبدأ اکثر کوهنوردان برای سفر به مهراب کوه است.در سمت شمال این روستا، قامت بلند مهراب کوه نمایان است.از روستای گردکانه که حرکت کنید پس از حدود ۴۵ دقیقه کوهپیمایی سنگ های یک قبرستان قدیمی نمایان میشوند.در روی این سنگ ها صحنه هایی از رزم و شکار حیوانات حکاکی شده که قدمت تاریخی منطقه را نشان می دهد.